# Bjelašnica

La Bjelašnica appartiene al gruppo a sud di Sarajevo (B20).

La Bjelašnica (pronuncia [bjělaːʃnit͡sa], in cirillico Бјелашница) è una montagna della Bosnia ed Erzegovina appartenente alla catena delle alpi Dinariche. La sommità del gruppo, che mantiene lo stesso nome, è alta 2 067 m s.l.m. e si trova nel comune di Trnovo, nel cantone di Sarajevo.

## Localizzazione
La Bjelašnica è situato nel gruppo a sud-ovest di Sarajevo, adiacente al monte Igman. Allo stesso gruppo appartengono le cime Krvavac (2 061 m), Mali Vlahinja (2 055 m) e Hranisava (1 964 m). Il gruppo montuoso è delimitato dai fiumi Rakitnica a sud e Narenta (Neretva) a ovest.
Situato a breve distanza dalla capitale (circa 20 minuti), la Bjelašnica è una popolare destinazione per l'escursionismo e lo sci.

## Toponimo
Il nome della montagna deriva dalla radice bijel, che significa "bianco".

## Geografia

### Clima e vegetazione
La cima del Bjelašnica è caratterizzata da una cupola di neve da metà ottobre ai primi di giugno, caratteristica simile alle altre vette attorno a Sarajevo.
La base della montagna è ricoperta di foreste con predominanza di faggi. Il monte Bjelašnica è privo di vegetazione al di sopra dei 1 500 m.

### Stazione meteorologica
La vetta del monte Bjelašnica ospita una stazione meteorologica, installata nel 1878 subito dopo l'annessione della Bosnia all'impero austro-ungarico, tra le prime in tutti i Balcani. La struttura fu sostituita nel 1894 con una funzionante tutto l'anno, considerata molto avanzata per l'epoca. L'osservatorio meteorologico è ancora esistente, riparato dai danni subiti nel corso dell'ultima guerra, e costituisce un importante centro d'osservazione nel sistema di monitoraggio del clima dei Balcani. Il centro di comunicazione con la sua caratteristica torre adiacenti alla stazione meteorologica furono distrutti nel 1993; i resti furono rimossi nel 2006.

### Geologia
Come gran parte delle formazioni delle Alpi Dinariche, la Bjelašnica è formata principalmente da rocce sedimentarie secondarie e terziarie, per lo più calcare e dolomie.

## Olimpiadi invernali del 1984

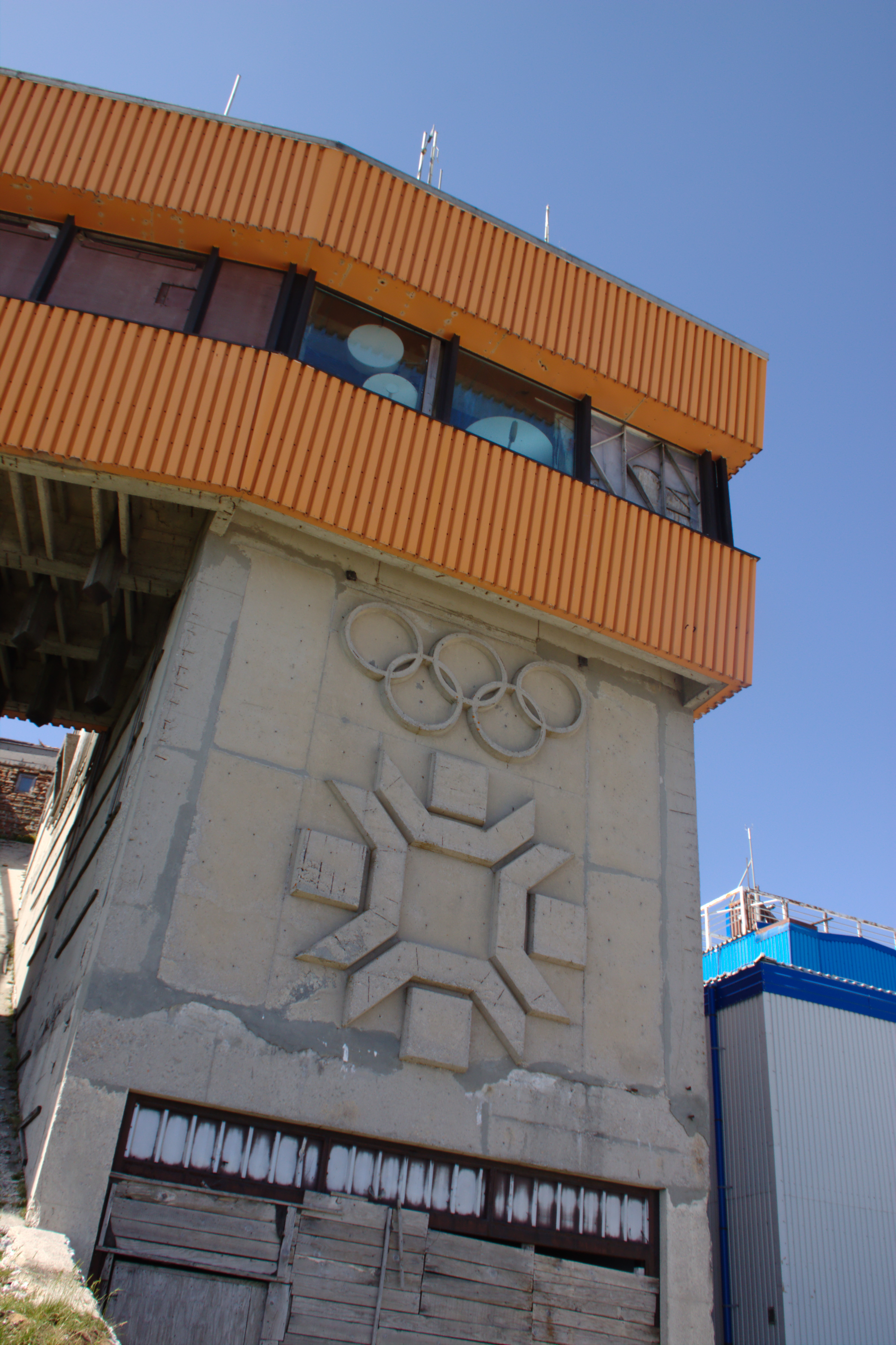
I resti degli impianti sportivi utilizzati durante le olimpiadi invernali del 1984.

Durante le olimpiadi invernal del 1984, Bjelašnica ha ospitato le gare di sci alpino maschili. Lo statunitense Bill Johnson vinse la gara di discesa libera, mentre lo svizzero Max Julen e lo statunitense Phil Mahre si aggiudicarono rispettivamente le gare di slalom gigante e slalom speciale.
Ingenti investimenti furono stanziati dalle autorità jugoslave per adeguare l'area ad ospitare le competizioni. L'area di Babin Dol fu notevolmente sviluppata e uno skilift fu costruito da Babin Dol fino alla vetta. In preparazione dei giochi, fu costruita una strada lungo il plateau del monte Igman che collegava Sarajevo con Malo Polje, Veliko Polje e le infrastrutture di Babin Dol.
La Bjelašnica ha ospitato anche gare di coppa del Mondo di sci alpino. Nel 1983 ha ospitato solo le gare di discesa libera, mentre nel 1987 si sono disputate le gare di slalom speciale e slalom gigante maschili e quelle di slalom gigante femminili.
Il comprensorio continua ad ospitare eventi e gare della Federazione Internazionale Sci.

## Guerra in Bosnia ed Erzegovina
L'importanza strategica della montagna, sovrastante l'altopiano del monte Ingman, era stata riconosciuta già in passato ai tempi del maresciallo Tito, quando un radar era stato installato sulla vetta ed un centro di comunicazioni nei pressi della stazione meteorologica.
La stessa importanza strategica rese la montagna una delle postazioni più importanti durante l'assedio di Sarajevo, nel corso della guerra in Bosnia ed Erzegovina tra il 1992 e il 1995. Il territorio del gruppo del Bjelašnica e dell'altopiano dell'Ingman, compreso tra Konjic e l'aeroporto di Sarajevo, fu controllato dall'ARBiH. A partire dalla metà del 1993, la parte centrale dell'altipiano fu interessata da una sempre crescente pressione militare serba, quando fu chiaro che il plateau serviva come arteria logistica per gli assediati dopo la costruzione del tunnel di Sarajevo.
Nel luglio 1993 l'esercito della Republika Srpska lanciò una grande offensiva che portò alla caduta di Trnovo e il 4 agosto 1993 le forze serbe poterono conquistare la vetta del Bjelašnica e parte della strada di rifornimento dell'Ingman. L'avanzata delle truppe serbe fu fermata dagli attacchi aerei della NATO. Dopo intensi negoziati le forze serbe si ritirarono dalla vetta del monte Bjelašnica, non prima di aver distrutto la torre di comunicazione. Unità francesi dell'UNPROFOR vennero posizionate sulla Bjelašnica e l'area dell'Ingman fu dichiarata zona demilitarizzata dall'ONU.
La situazione nelle zone del Treskavica e Babin Dol rimase invece tesa, con frequenti ostilità tra le forze serbe e quelle bosniache. I villaggi sui pendii meridionali, come Umoljani e Lukavac, non furono mai al centro degli scontri ma subirono ugualmente ingenti danni come conseguenza dei bombardamenti. L'effettivo o supposto uso di forze militari nella zona demilitarizzata dell'Ingman fu una questione molto ricorrente tra il comandante dell'UNPROFOR Michael Rose, il generale dell'ARBiH Rasim Delić e il comandante dell'esercito serbo-bosniaco Ratko Mladić.
Verso la metà del 1995 la situazione peggiorò nuovamente, quando l'esercito serbo-bosniaco lanciò una nuova offensiva che allontanò le forze dell'UNPROFOR e permise un'avanzata fino a Veliko Polje. Tuttavia, in seguito al secondo massacro di Markale, la NATO lanciò l'operazione Deliberate Force il 30 agosto, durante la quale obiettivi strategici serbi furono bersagliati dagli attacchi aerei, fino al settembre dello stesso anno, quando le forze serbo-bosniache si ritirarono dalla zona di esclusione di Sarajevo ponendo di fatto fine all'assedio di Sarajevo e alla presenza serba nella zona del monte Bjelašnica.

### Rischio mine
In seguito al conflitto sono state eseguite operazioni di sminamento nelle zone ricreative e attorno alle piste sciistiche, che attualmente si possono considerare sicure. La maggior parte del gruppo della Bjelašnica, comunque, fu risparmiata dalle azioni belliche e il rischio delle mine è limitato nella zona occidentale della vetta della Bjelašnica e a est del monte Hranisava.

## Il Bjelašnica Olympic Mountain Ski Centre
Il Bjelašnica Olympic Mountain Ski Centre è il comprensorio sciistico che serve il monte Bjelašnica. È situato sul pendio orientale del monte e comprende 6 impianti di risalita, di cui una seggiovia a 3 posti con partenza da Babin Dol, tre skilift ad ancora e due a piattello.
Oltre alla pista di discesa da 3100 m utilizzata durante le olimpiadi del 1984, ci sono altre quattro piste con lunghezza tra i 550 m e i 3200 m, per tutte le categorie di difficoltà.
Subito dopo la cessazione delle operazioni belliche importanti investimenti hanno riportato in funzione gli impianti sciistici, con ulteriori investimenti negli ultimi anni per migliorare la capacità ricettiva.

## Escursionismo
Il gruppo della Bjelašnica consiste di tre gruppi minori: il Vlahinja, lo Strug e un terzo gruppo, quest'ultimo più meridionale e parallelo al Rakitnica e separato dagli altri due da un'ampia valle denominata Dugo Polje. Numerosi percorsi escursionistici si sviluppano sulle pendici dei tre monti. Un sentiero raggiunge la cima principale (2 067 m) da nord ed è chiamato Josipova Staza in onore di un famoso escursionista: Josip Broz Tito.
Dalla vetta principale un sentiero percorre una cresta in direzione nord-est verso la cima del monte Mala Vlahinja (2 055 m). L'ultima cima lungo questa cresta è chiamata Hranisava (1 964 m) e può essere ascesa tramite un sentiero che passa per il borgo di Lokve, tra Hadžići e Pazarić; questo percorso offre una vista dalle zone più occidentali del gruppo.
Un altro percorso comincia a Dugo Polje e conduce alla vetta Krvavac (2 061 m) tramite un sentiero accidentato tra fitti mugheti. Un altro sentiero molto popolare si sviluppa parallelamente al canyon del fiume Rakitnica, tra i villaggi di Umoljani e Lukomir, quest'ultimo conosciuto come l'ultimo insediamento semi-nomade a queste altitudini nei Balcani.
Nella zona ci sono una serie di rifugi ben mantenuti. Lo Stanari P.D. (1 540 m) è una base di partenza per escursioni nella zona centro-occidentale del gruppo montuoso. Altri rifugi si trovano a Sitnik, Umoljani e Lukomir, ma potrebbe essere necessario prenotare il pernottamento.

## Galleria d'immagini

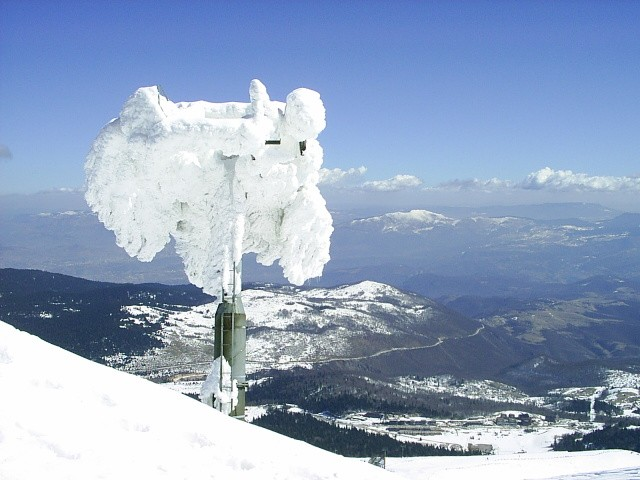
Vista invernale.
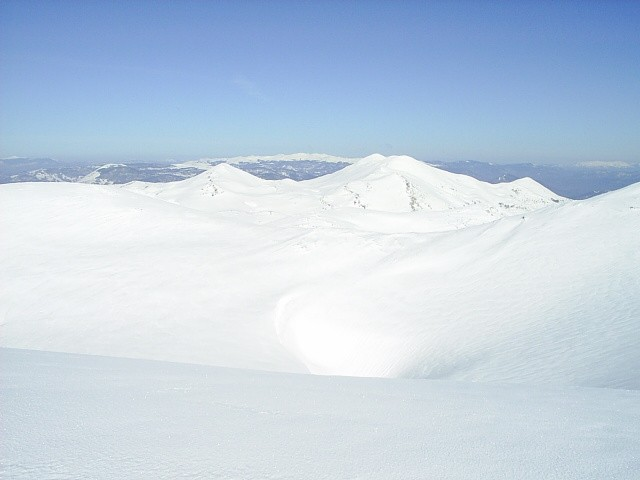
Vista invernale.
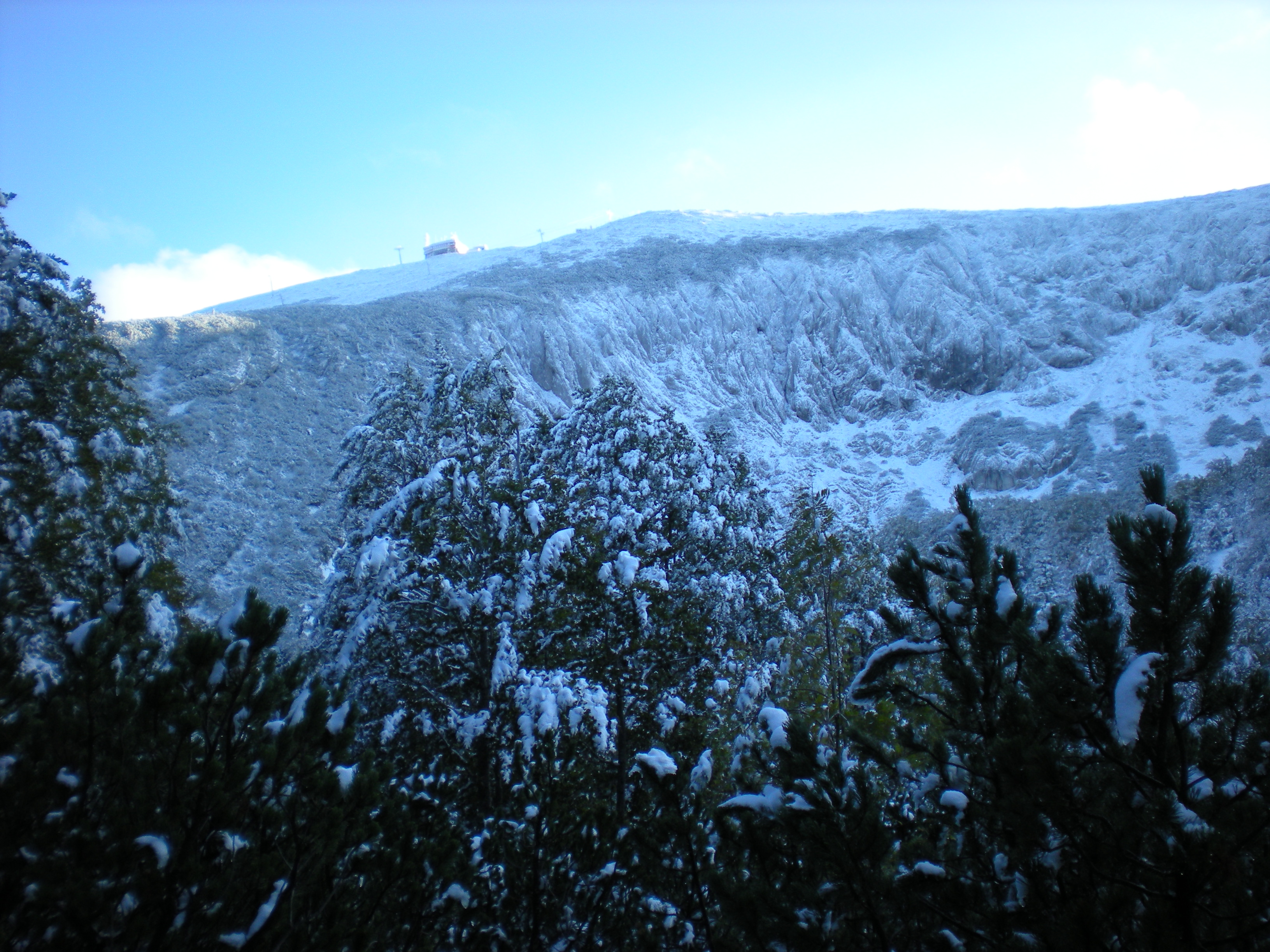
La vetta vista da Josipova Staze.
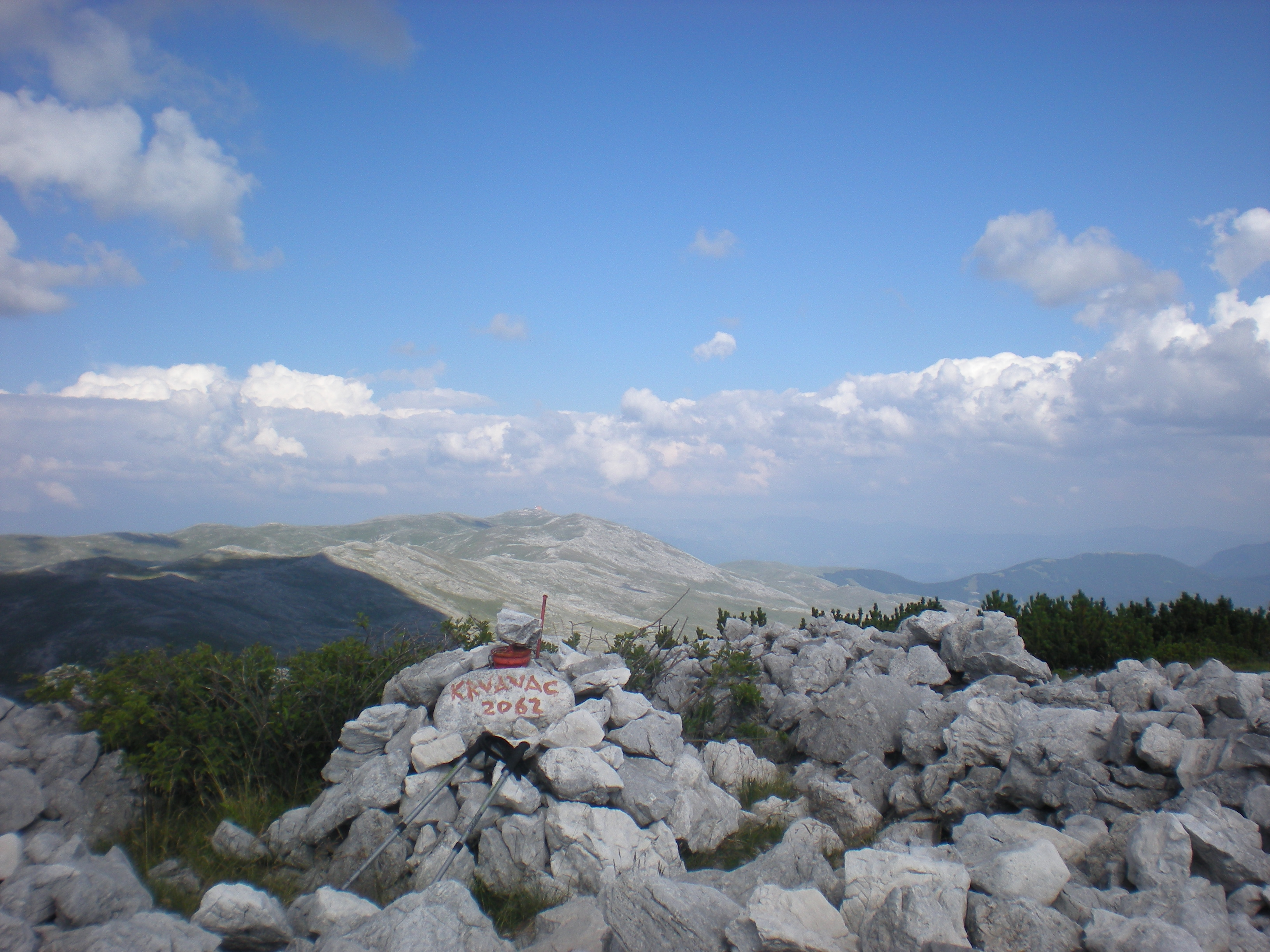
La vetta vista dalla cima del Krvavac.
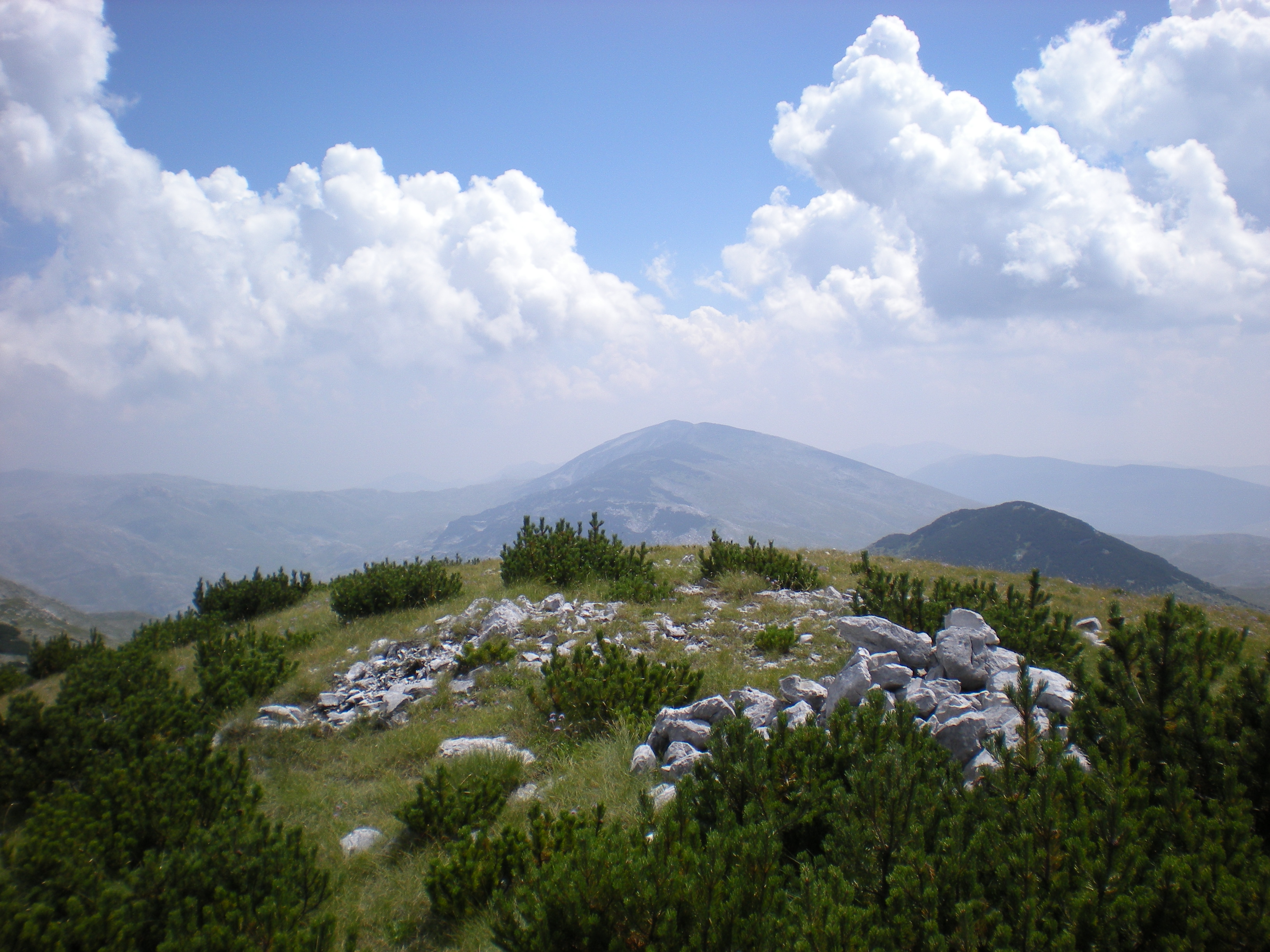
La vetta vista dalla cima del Hranisava.
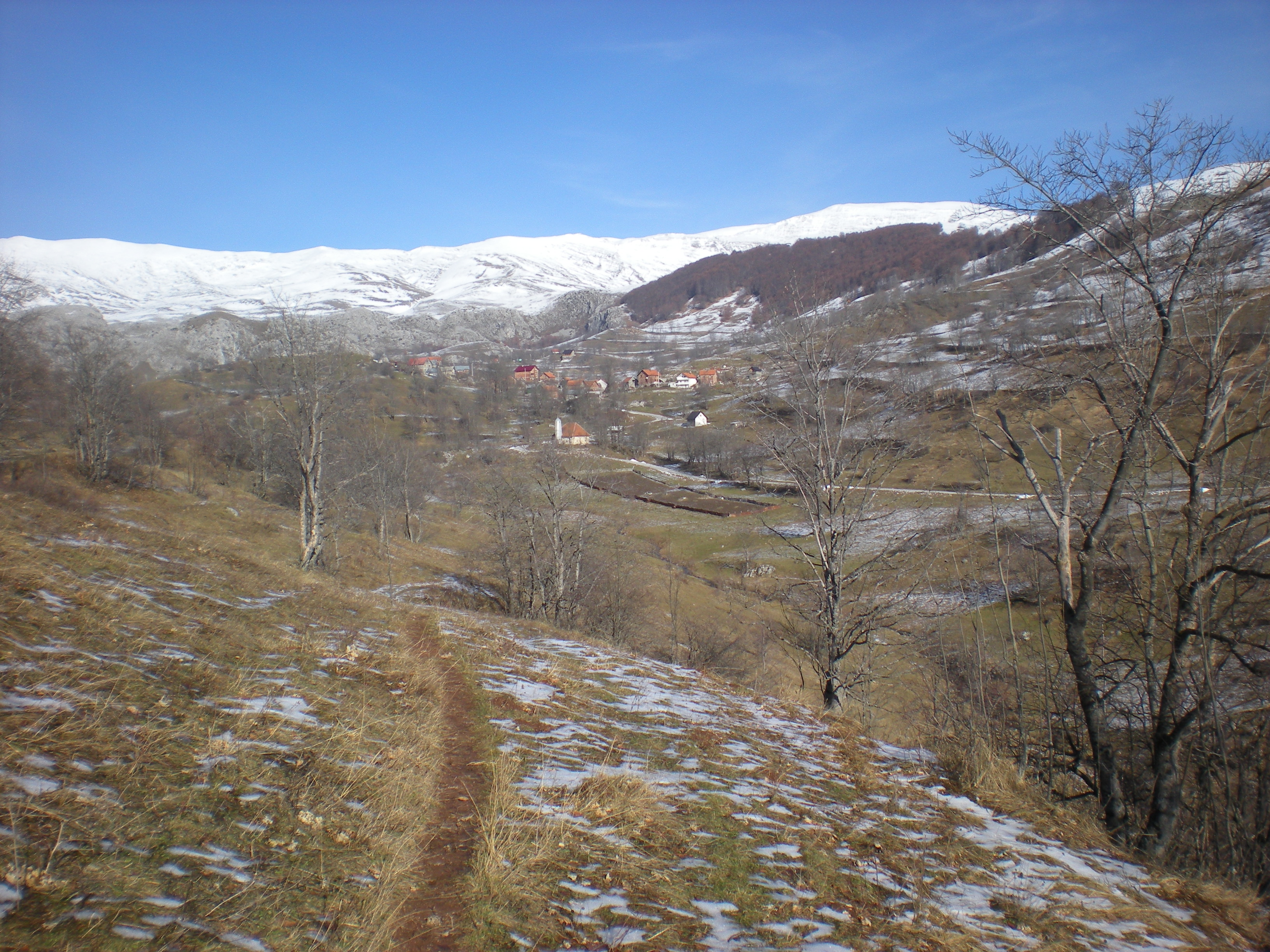
Umoljani e il monte Bjelašnica visti dal percorso escursionistico sopra il canyon Rakitnica.
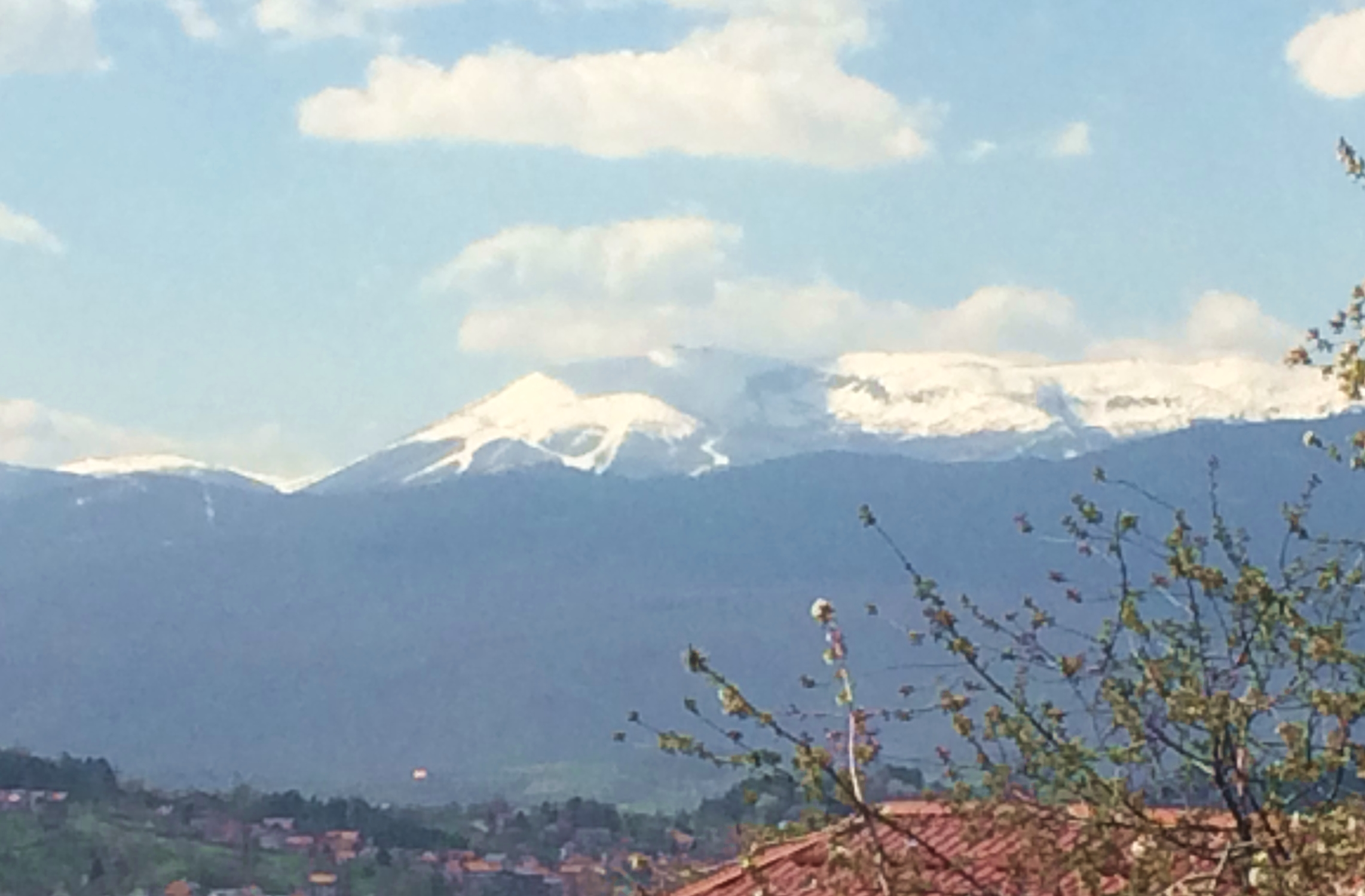
Vista del gruppo del Bjelašnica da Sarajevo.